# 烏邁塔 (巴拉圭)

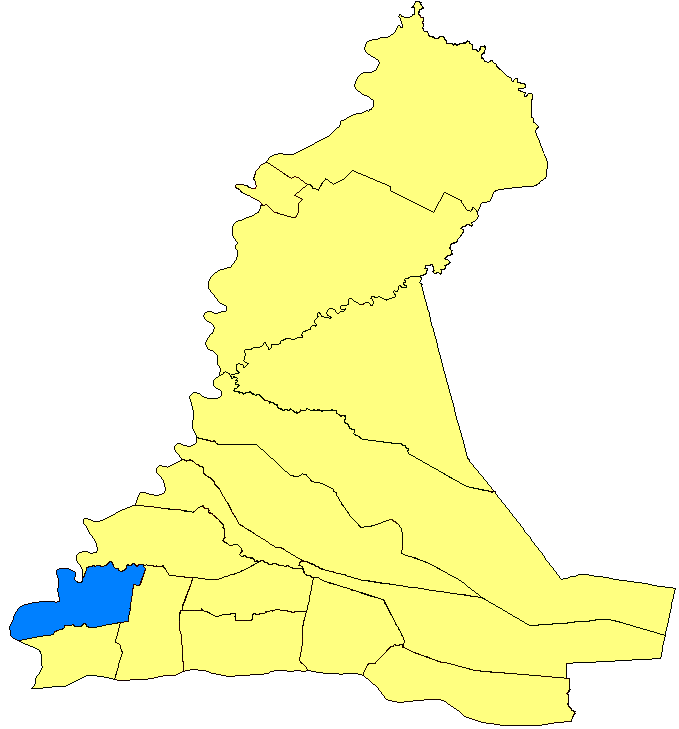

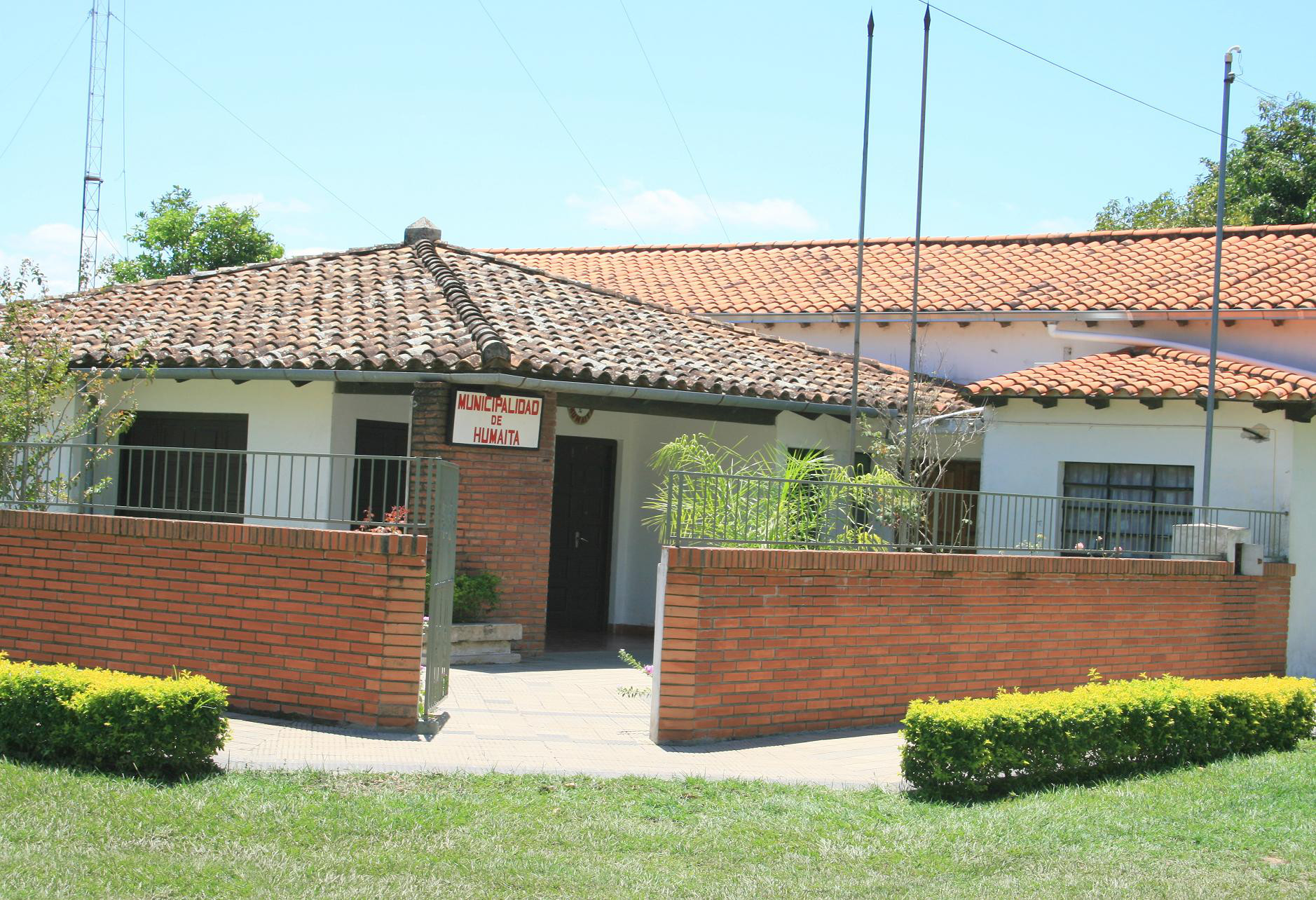

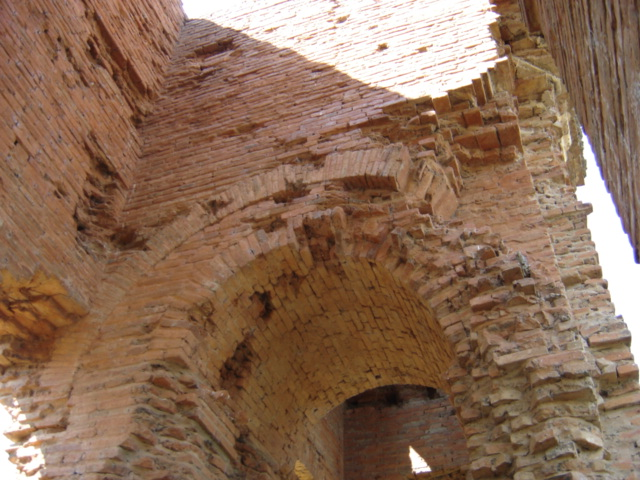

烏邁塔（西班牙語：Humaitá），是巴拉圭的城鎮，位於該國西南部，由涅恩布庫省負責管轄，距離亞松森341公里，始建於1778年2月，面積389平方公里，海拔高度44米，2008年人口3,214，人口密度每平方公里8人。